# Tegenaria faniapollinis
Espèce
Synonymes
- Tegenaria paragamiani Deltshev, 2008

Tegenaria faniapollinis est une espèce d'araignées aranéomorphes de la famille des Agelenidae.

## Distribution
Cette espèce se rencontre en Turquie, en Bulgarie, en Grèce, en Macédoine du Nord et en Italie en Sicile.

## Description
La femelle holotype mesure 9,00 mm.
Le mâle mesure 7,1 mm et la femelle 6,4 mm.

## Systématique et taxinomie
Cette espèce a été décrite par Brignoli en 1978.
Tegenaria paragamiani a été placée en synonymie par Bolzern, Burckhardt et Hänggi en 2013.

## Publication originale
- Brignoli, 1978 : « Ragni di Turchia IV. Leptonetidae, Dysderidae ed Agelenidae nuovi o interessanti di grotte della Turchia meridionale (Araneae). » Quaderni di Speleologia, Circolo Speleologico Romano, vol. 3, p. 37-54.